# Здание гимназии Станишевской
Здание гимназии Станишевской (Доходный дом К. Ф. Шлее) — угловое трёхэтажное здание, находящееся на пересечении улиц Ленина и Пролетарской в Симферополе. Здание построено в начале XX века в стиле эклектики. Памятник архитектуры и градостроительства. Здание располагается напротив дома губернатора.

## Архитектура
Угловое здание выполнено стиле эклектики, размещено на повышающемся рельефе. Г-образное в плане. Фасады выполнены в классической манере из известняка с деталями из резного камня. Для нужд гимназии план здания составлен по коридорной структуре, где классные комнаты расположены по обеим сторонам. Первый этаж оформлен с применением рустики.

## История
Участок под будущем зданием принадлежал дворянину Каменец-Подольской губернии Александру Бонифатьевичу Станишевскому. После его смерти участок перешёл в собственность сына, а затем достался его дочерям Валентине и Эмилии. В 1905 году владельцем участка стал купец и депутат Евпаторийского земства Константин Фердинандович Шлее, начавший возводить на его месте на свои средства здание.
В ходе строительства в здании произошёл пожар, после чего техническая комиссия под председательском городского архитектора Б. А. Зайончковского предложила до основания разобрать один из корпусов. Открытие здание из-за этого задержалось на месяц и состоялось 27 сентября 1907 года. Правое крыло с отдельным входом по улице Губернаторской сдавалась акцизному управлению, а левое — использовалось как арендное жильё. С 1908 года часть здания стало использоваться как женская гимназия Валентины Александровны Станишевской, которая размещалась здесь вплоть до 1920 года. Председатель педагогического совета гимназии Харлампий Афанасьевич Монастырлы в докладе попечителю Одесского учебного округа от 3 ноября 1908 года пишет: «Гимназия госпожи Станишевской с начала текущего 1908—1909 учебного года перешла в частное новое, вполне приспособленное под школьное помещение здание, во всех отношениях удовлетворяющее современным требованиям». Аренда помещения обходилась гимназии ежегодно в 4500 рублей.
После установления советской власти дом был национализирован, а место гимназии заняла объединённая советская школа. Позже, здание передали для нужд педагогического факультета Крымского университета. С 1925 здание использовалось историко-филологическим факультетом Крымского педагогического института. Параллельно с деятельностью факультета в нём функционировал Крымский научно-исследовательский институт. В годы Великой Отечественной войны здание пострадало от боевых действий, а его окончательный ремонт был завершён лишь в 1960 году.
В 1972 году педагогический институт был преобразован в университет и все его структурные единицы переехали в новый корпус на проспекте Вернадского. После этого здание до середины 1990-х годов принадлежало комбинату «Крымстрой». Следующими владельцами здания являлись «Крымвоенстрой» и Министерство архитектуры и строительной политики АР Крым. С 2014 года, после аннексии Крыма Россией, помещение фактически занимает Министерство архитектуры и строительства Республики Крым и Прокуратура Республики Крым.
Согласно решению Крымского облисполкома от 5 июня 1984 года здание было признано памятником архитектуры. Приказом Министерства культуры и туризма Украины от 24 сентября 2008 года здание, как памятник архитектуры и градостроительства, было внесено в реестр памятников местного значения. После аннексии Крыма к РФ данный статус был переподтверждён постановлением Совета министров Республики Крым от 20 декабря 2016 года.
В ноябре 2011 года Главное управление капитального строительства при Совете министров АР Крым заключило контракт на ремонт здания в течение четырёх лет стоимостью 786 тысяч гривен. В ноябре 2020 года Совет министров Республики Крым выделил на ремонт здания 82,9 миллиона рублей.

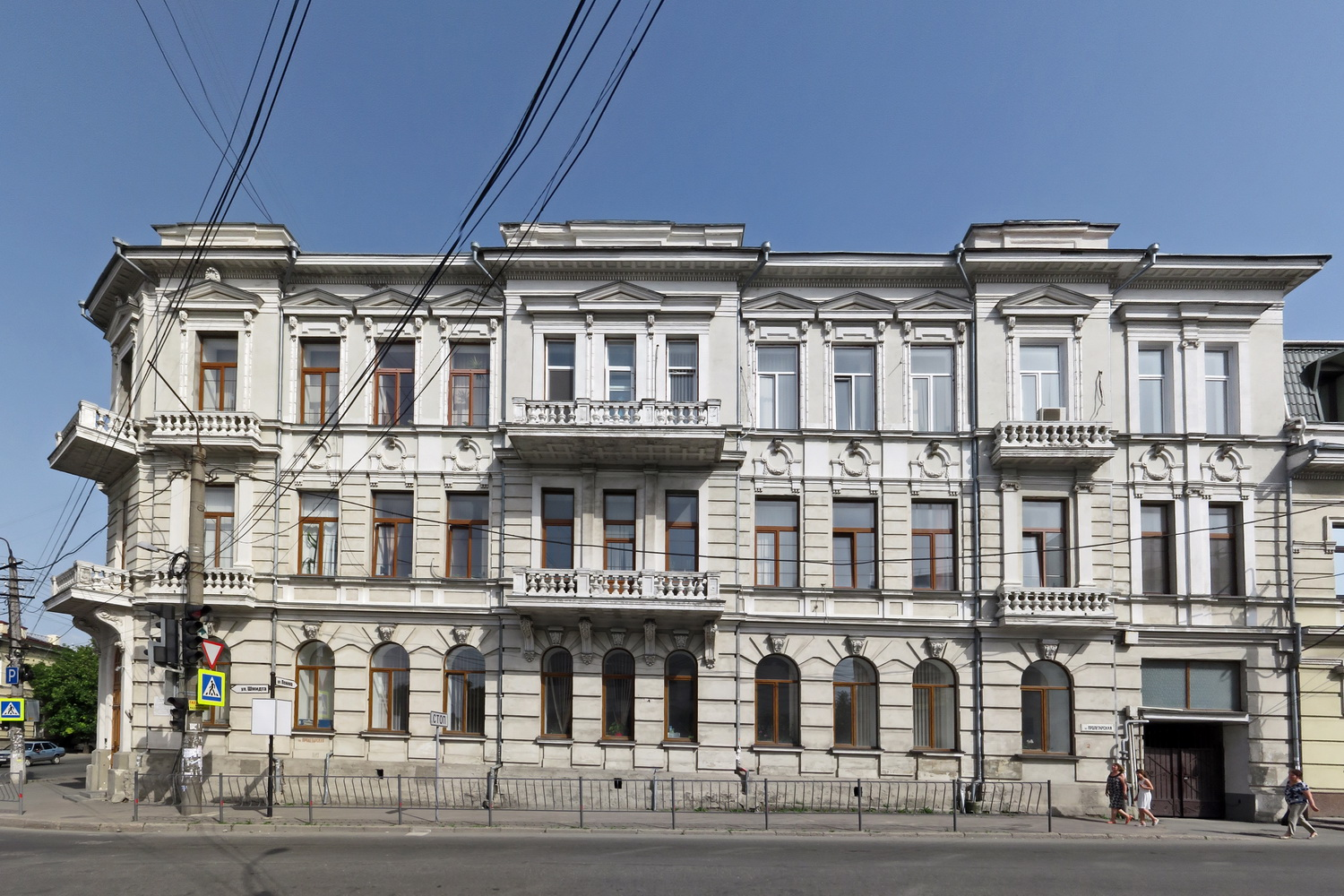
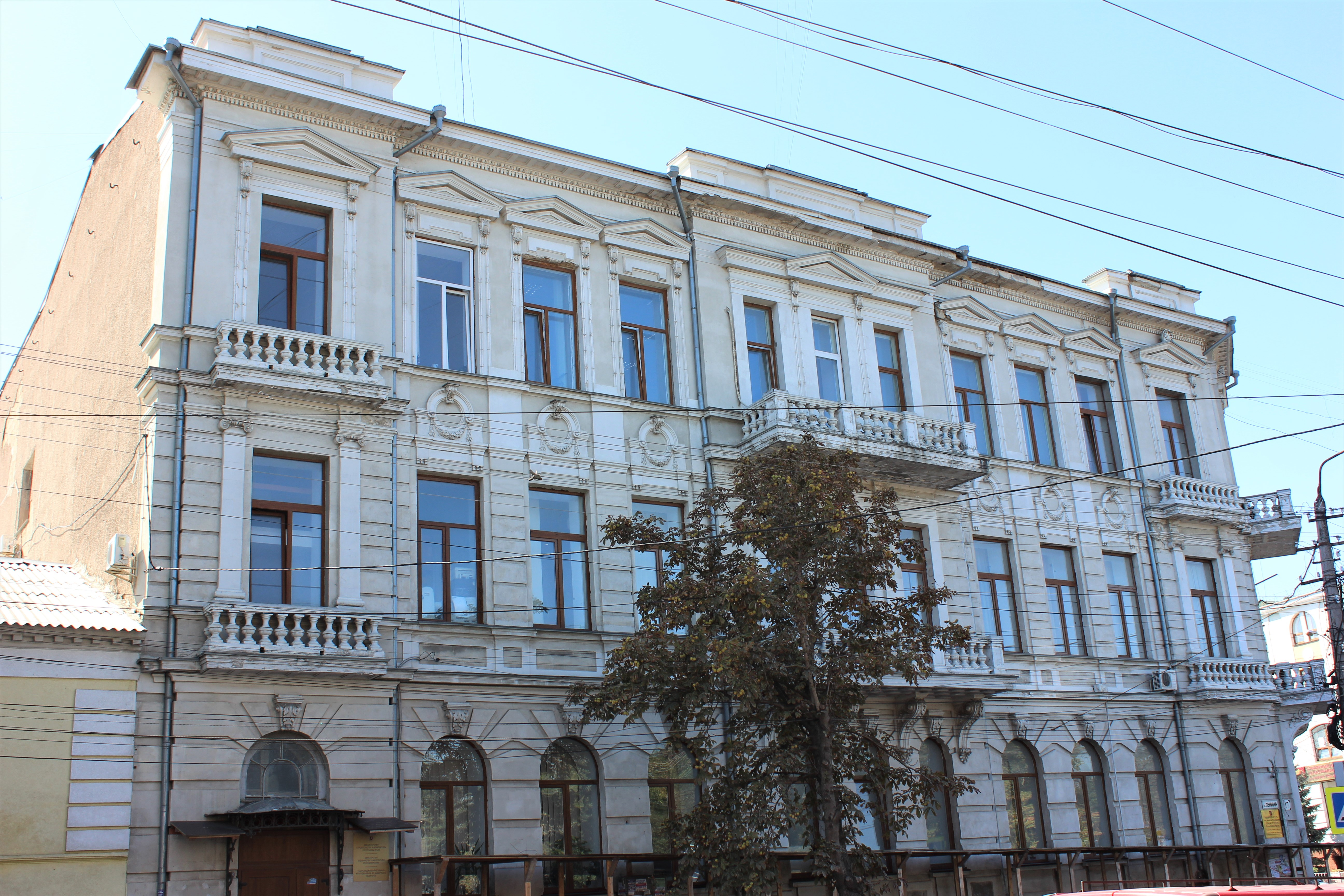
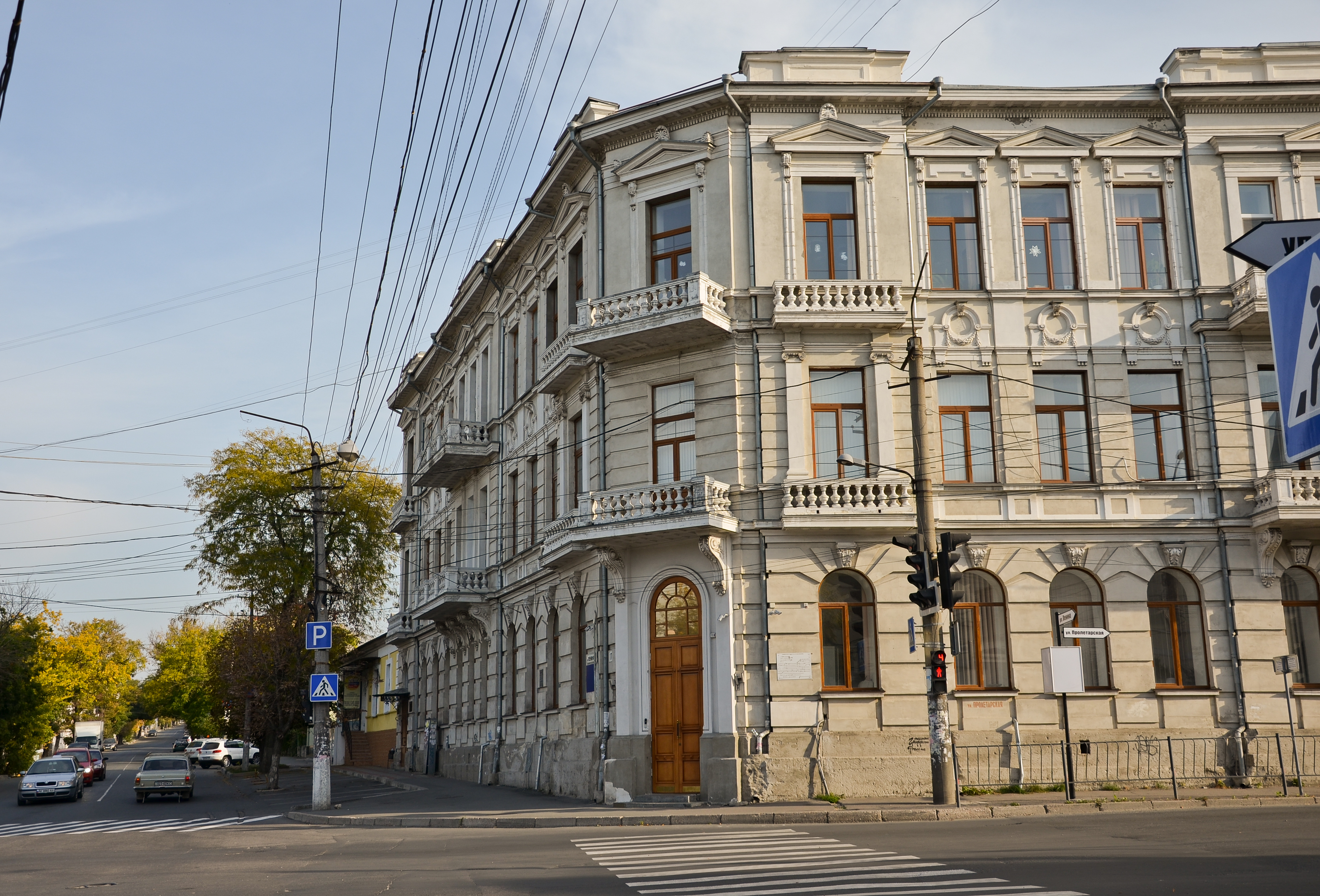
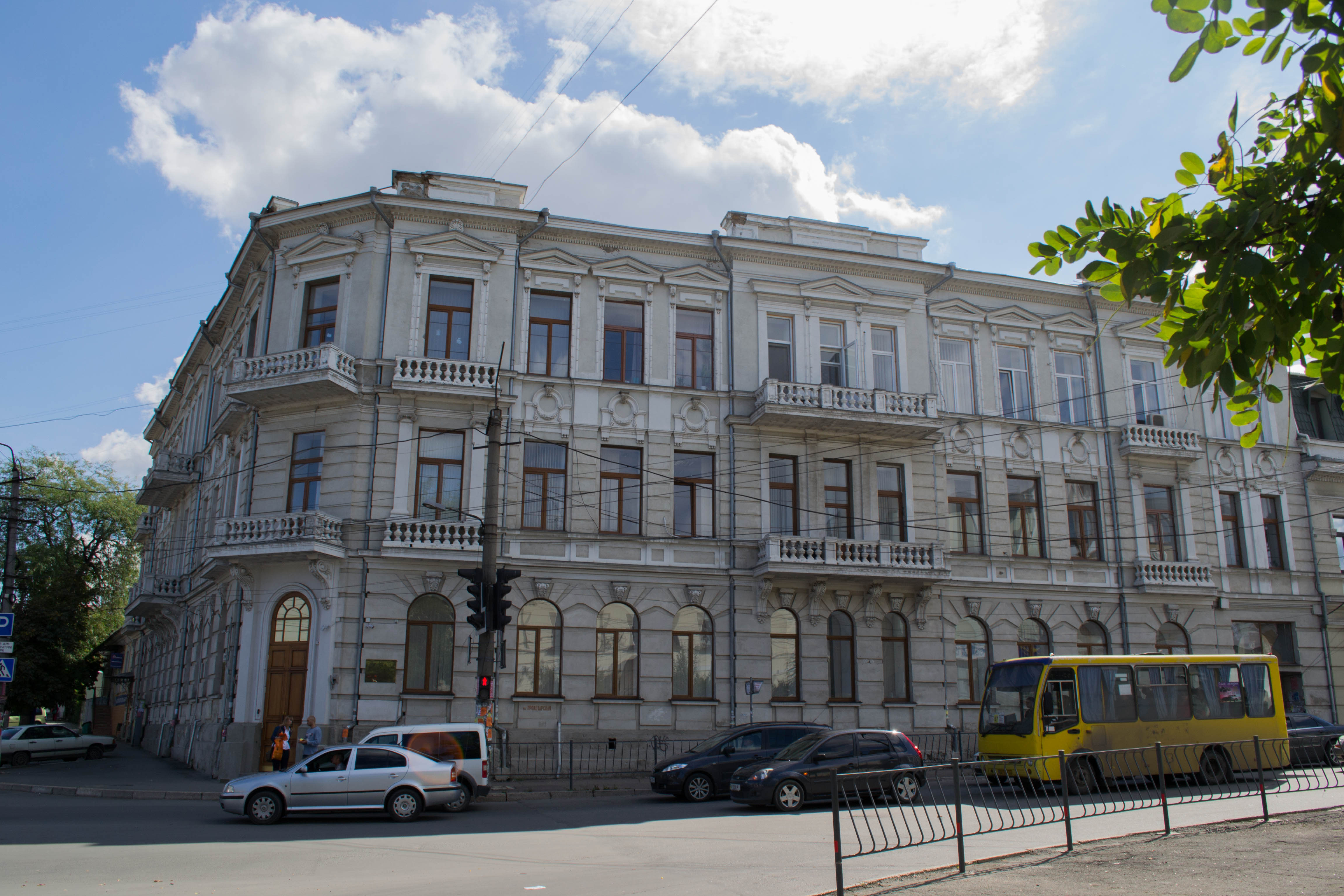